# Jean Hanoteau
Pour les articles homonymes, voir Hanoteau.
Jean Hanoteau, né le 17 décembre 1869 à Decize et mort le 24 décembre 1939 dans la même ville, est un officier français et historien.

## Biographie
Jean Hanoteau est né à Decize, dans la Nièvre, le 17 décembre 1869. Il est le fils du général Adolphe Hanoteau et est apparenté à Gabriel Hanotaux. Jean Hanoteau est le père du dramaturge, acteur et journaliste Guillaume Hanoteau.
Il fait ses études d'abord à l'école des Minimes de Decize. Il entre à l'école militaire de Saint-Cyr en 1892.
En 1906, il est promu capitaine. Il devient attaché à la section historique du ministère de la Guerre, puis au ministère des Affaires Étrangères, dans le cabinet de son cousin Gabriel Hanotaux.
Il rédige plusieurs ouvrages historiques. Il participe à la Revue historique (éditions Presses universitaires de France) de 1926 à 1936 et à la Revue des études historiques en 1936. L’Académie française lui décerne le prix Vitet en 1933 et le prix Montyon en 1936.
En 1914, il est employé au Grand Quartier Général, auprès du général Victor René Boëlle et sous les ordres du maréchal Pétain.
En 1919, le général Mordacq l'appelle pour qu'il rejoigne le cabinet militaire du président du Conseil-ministre de la Guerre. Le 3 août 1919, il est la plume qui écrit la célèbre citation à l'ordre de l'Armée de la ville de Paris, validée par Mordacq, le président du Conseil municipal et Clemencenceau : « La ville de Paris ! capitale magnifiquement digne de la France, animée d’une foi patriotique qui ne s’est jamais démentie, a supporté avec une vaillance aussi ferme que souriante de nombreux bombardements par avions et par pièces à longue portée. A, de 1914 à 1918, ajouté des titres impérissables à sa gloire séculaire,. »
Jean Hanoteau meurt à Decize le 24 décembre 1939.

## Publications
Il participa à la rédaction du Recueil des instructions données aux ambassadeurs et ministres de France depuis les traités de Westphalie jusqu’à la Révolution (1648-1789) dont le premier volume est paru en 1884 et qui compte 31 volumes.
- Vol. XVII, Rome (tome 2) par Gabriel Hanotaux et Jean Hanoteau, 1913.
- Vol. XX, Rome (tome 3) par Gabriel Hanotaux et Jean Hanoteau, 1913.
- Vol. Xxbis, Rome (tome 4) par Gabriel Hanotaux et Jean Hanoteau, 1913.
- Jean Hanoteau, Jean Adolphe Hanoteau et Émile Bonnot : Bibliographie des historiques des régiments français (1913), Éditions Honoré Champion, Paris : 1913.
- Jean Hanoteau, Mémoires du général de Caulaincourt, duc de Vicence, grand écuyer de l’empereur ; introduction et notes de Jean Hanoteau, Paris, Éditions Plon, 1933.
- Jean Hanoteau, Notes sur le Bienheureux Desprez de Roche, in Bulletin de la Société Nivernaise, tome XXIX, 1935.
- Jean Hanoteau, Les Ascendances nivernaises de Saint-Just, Nevers, 1935.
- Jean Hanoteau, Lettres de Talleyrand à Caulaincourt, Revue des Deux Mondes, No 29, 1935, p. 782-816.
- Jean Hanoteau et le Prince Napoléon, Lettres personnelles des souverains à l’Empereur Napoléon 1er, Éditions Plon, 1939.
- Jean Hanoteau et  Émile Bonnot, Bibliographie des historiques des régiments français.